# باريو دي لا كونسيبسيون (محطة مترو أنفاق مدريد)
باريو دي لا كونسيبسيون (بالإسبانية: Barrio de la Concepción)‏ هي محطة مترو أنفاق في مدريد في إسبانيا، تقع على الخط رقم 7.